# Маріано Феррейра Фільйо
Маріано Феррейра Фільйо (порт. Mariano Ferreira Filho, нар. 23 червня 1986, Сан-Жуан), відоміший як просто Маріано, — бразильський футболіст, правий захисник клубу «Атлетіку Мінейру». Відзначається високими швидкістними даними та вдалими підключеннями до атакувальних дій.

## Ігрова кар'єра
У дорослому футболі дебютував 2005 року грою за команду клубу «Гуарані». Згодом змінив декілька бразильських команд, у жодній з яких на тривалий час не затримувався.
2009 року приєднався до клубу «Флуміненсе», спочатку як орендований гравець, а згодом уклавши з клубом повноцінний контракт. Провів за цю команду три сезони, взявши участь у 91 матчі чемпіонату. Більшість часу, проведеного у складі «Флуміненсе», був основним гравцем захисту команди.
До складу клубу «Бордо» приєднався на початку 2012 року, уклавши контракт терміном на 4,5 роки. Наразі встиг відіграти за команду з Бордо 39 матчів у національному чемпіонаті.

## Досягнення
- Чемпіон Бразилії: 2010, 2021
- Володар Кубка Франції: 2012-13
- Переможець Ліги Європи: 2015-16
- Чемпіон Туреччини: 2017-18, 2018-19
- Володар Кубка Туреччини: 2018-19
- Володар Суперкубка Туреччини: 2019
- Володар Кубка Бразилії: 2021
- Володар Суперкубка Бразилії: 2022
- Переможець Ліги Мінейро: 2020, 2021, 2022